# God Part II
"God Part II" to piosenka rockowej grupy U2, pochodząca z jej wydanego w 1988 roku albumu, Rattle and Hum. Została napisana jako sequel utworu "God" Johna Lennona. Zawierała ona odniesienie do kontrowersyjnego amerykańskiego biografa Alberta Goldmana (I don't believe in Goldman/His type like a curse/Instant karma's gonna get him/If I don't get him first). W piosence znalazła się również aluzja do utworu "Lovers in a Dangerous Time" Bruce'a Cockburna (Heard a singer on the radio late last night/He says he's gonna kick the darkness 'til it bleeds daylight).
Piosenka różni się od pozostałych utworów na albumie. Jednocześnie jest zapowiedzią mroczniejszych dźwięków, które pojawiły się na kolejnej płycie U2, Achtung Baby.
Remiks piosenki, zatytułowany "Hard Metal Dance Mix", został wydany na singlu "When Love Comes to Town".

## Wykonania koncertowe
Piosenka była grana wyłącznie podczas koncertów trasy Lovetown Tour, pod koniec 1989 roku i na początku 1990 roku. Łącznie zespół wykonał "God Part II" podczas 36 z 47 występów tej trasy. Po raz pierwszy nastąpiło to 21 września 1989 roku w australijskim Perth, a ostatnie wykonanie na żywo miało miejsce 9 stycznia 1990 roku w Rotterdamie. Utwór był jednym z sześciu, które były piosenkami rozpoczynającymi każdy koncert. "God Part II" został wykorzystany w tej roli dwukrotnie. Po raz pierwszy 26 grudnia 1989 w Dublinie, a po raz drugi 5 stycznia 1990 w Rotterdamie. Podczas tych wykonań linia basowa piosenki różniła się od wersji albumowej; była podobna do tej, która pojawia się w utworze "Sympathy for the Devil" The Rolling Stones.
Po zakończeniu trasy Lovetown Tour, "God Part II" została wykonana tylko raz, jednak był to wyłącznie jej krótki fragment. Bono zaśpiewał kilka wersów piosenki pod koniec utworu "With or Without You", 23 kwietnia 1992 roku w Vancouver.